# Lerné
Lerné est une commune française du département d'Indre-et-Loire, en région Centre-Val de Loire.

## Géographie
Sarthe
| Couziers        | Saint-Germain-sur-Vienne | Thizay  |
| Roiffé Vienne   | Lerné                    | Seuilly |
| Bournand Vienne | Vézières Vienne          |         |

### Hydrographie

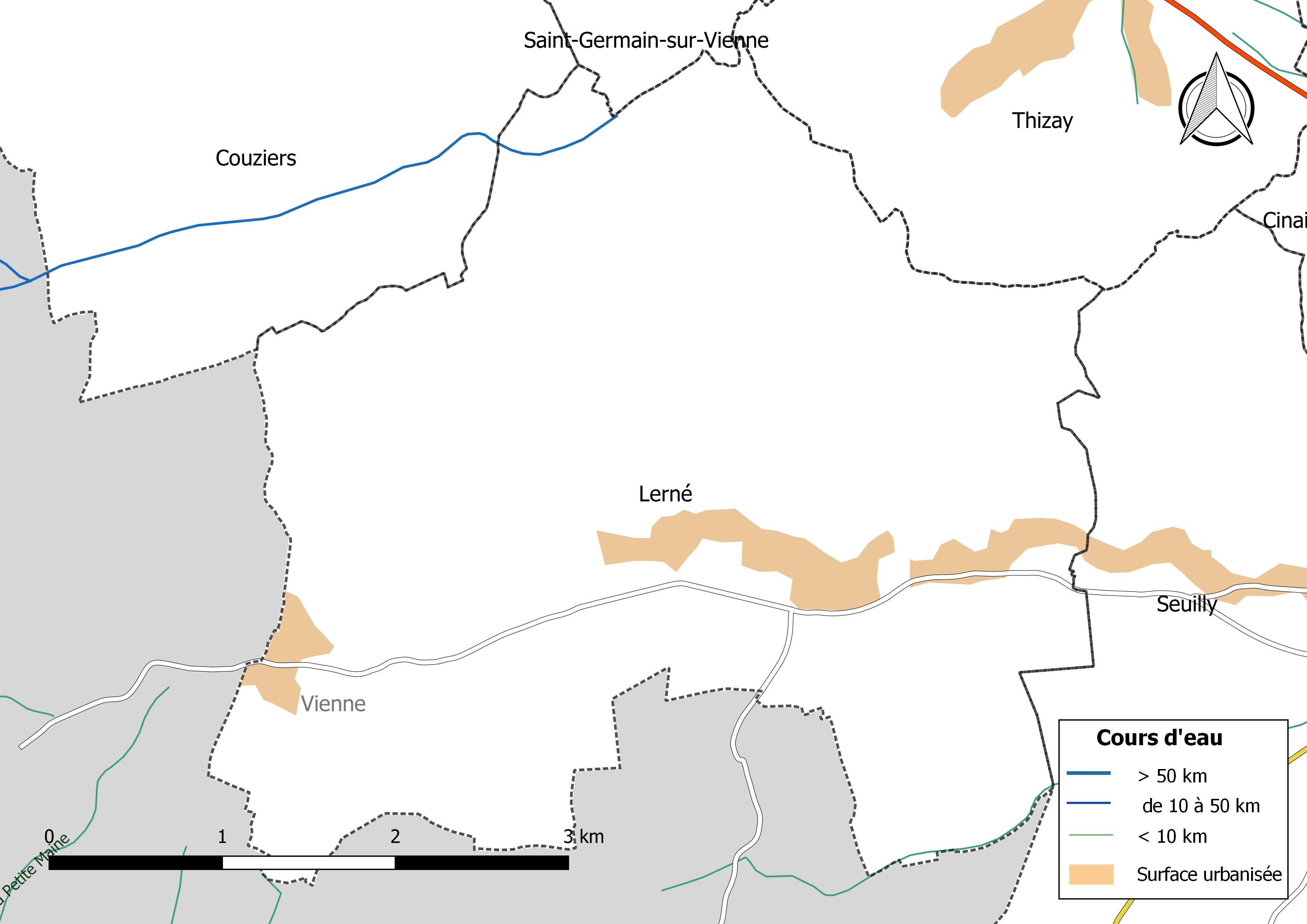
Réseau hydrographique de Lerné.

Le réseau hydrographique communal, d'une longueur totale de 1,89 km, comprend quatre petits cours d'eau pour certains temporaires,.

### Climat
Pour des articles plus généraux, voir Climat du Centre-Val de Loire et Climat d'Indre-et-Loire.
En 2010, le climat de la commune est de type climat océanique altéré, selon une étude du CNRS s'appuyant sur une série de données couvrant la période 1971-2000. En 2020, Météo-France publie une typologie des climats de la France métropolitaine dans laquelle la commune est toujours exposée à un climat océanique altéré et est dans la région climatique Moyenne vallée de la Loire, caractérisée par une bonne insolation (1 850 h/an) et un été peu pluvieux.
Pour la période 1971-2000, la température annuelle moyenne est de 11,8 °C, avec une amplitude thermique annuelle de 15,1 °C. Le cumul annuel moyen de précipitations est de 653 mm, avec 10,5 jours de précipitations en janvier et 6,5 jours en juillet. Pour la période 1991-2020, la température moyenne annuelle observée sur la station météorologique de Météo-France la plus proche, sur la commune de Savigny-en-Véron à 8 km à vol d'oiseau, est de 12,6 °C et le cumul annuel moyen de précipitations est de 637,8 mm,. Pour l'avenir, les paramètres climatiques de la commune estimés pour 2050 selon différents scénarios d'émission de gaz à effet de serre sont consultables sur un site dédié publié par Météo-France en novembre 2022.

## Urbanisme

### Typologie
Au 1er janvier 2024, Lerné est catégorisée commune rurale à habitat dispersé, selon la nouvelle grille communale de densité à sept niveaux définie par l'Insee en 2022.
Elle est située hors unité urbaine. Par ailleurs la commune fait partie de l'aire d'attraction de Chinon, dont elle est une commune de la couronne,. Cette aire, qui regroupe 20 communes, est catégorisée dans les aires de moins de 50 000 habitants,.

### Occupation des sols
L'occupation des sols de la commune, telle qu'elle ressort de la base de données européenne d’occupation biophysique des sols Corine Land Cover (CLC), est marquée par l'importance des territoires agricoles (50,6 % en 2018), une proportion identique à celle de 1990 (50,6 %). La répartition détaillée en 2018 est la suivante : 
forêts (44,6 %), terres arables (41,8 %), zones agricoles hétérogènes (6 %), zones urbanisées (4,7 %), cultures permanentes (1,5 %), prairies (1,3 %). L'évolution de l’occupation des sols de la commune et de ses infrastructures peut être observée sur les différentes représentations cartographiques du territoire : la carte de Cassini (XVIIIe siècle), la carte d'état-major (1820-1866) et les cartes ou photos aériennes de l'IGN pour la période actuelle (1950 à aujourd'hui).

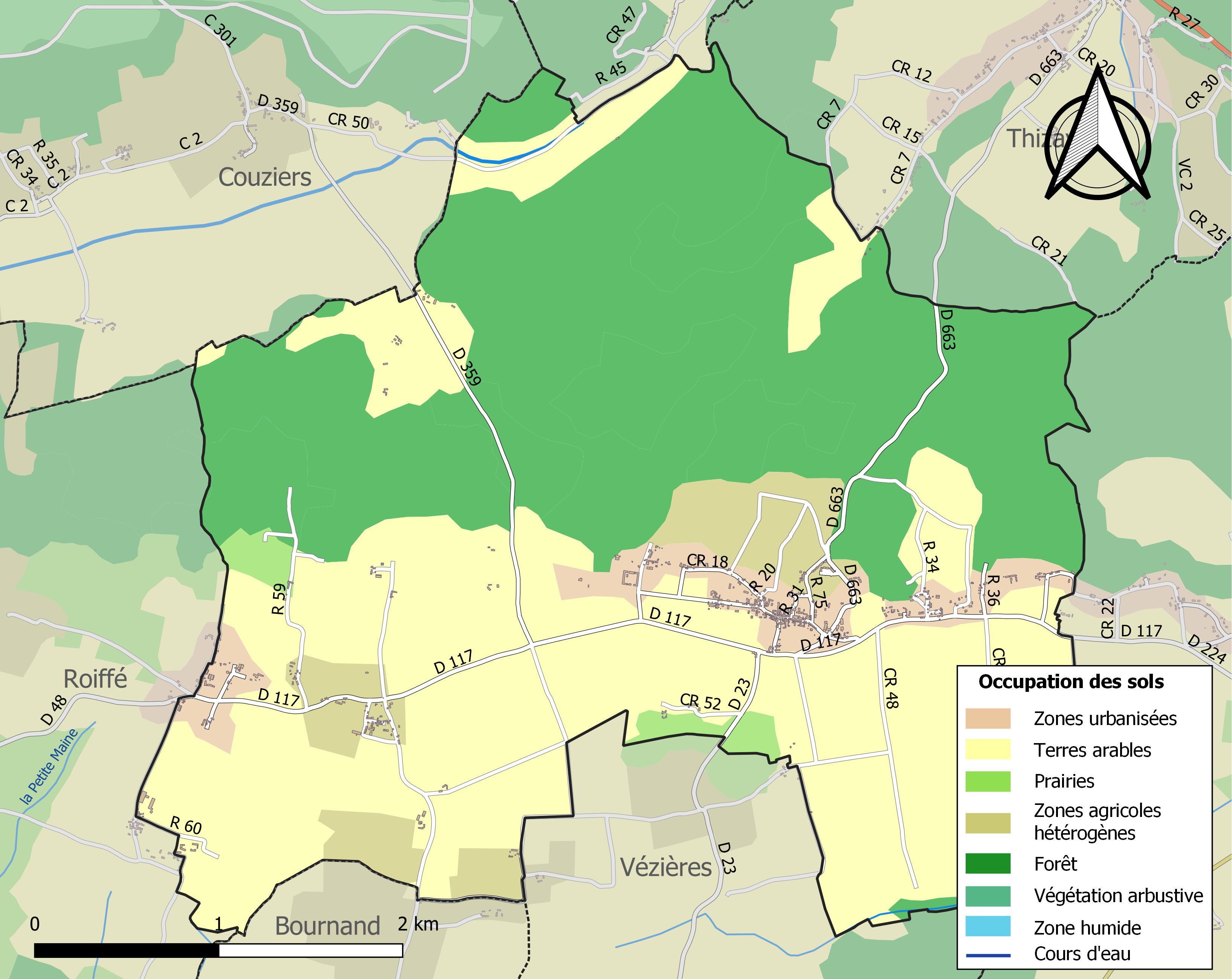
Carte des infrastructures et de l'occupation des sols de la commune en 2018 (CLC).

### Risques majeurs
Le territoire de la commune de Lerné est vulnérable à différents aléas naturels : météorologiques (tempête, orage, neige, grand froid, canicule ou sécheresse), feux de forêts, mouvements de terrains et séisme (sismicité faible). Il est également exposé à un risque technologique, le risque nucléaire. Un site publié par le BRGM permet d'évaluer simplement et rapidement les risques d'un bien localisé soit par son adresse soit par le numéro de sa parcelle.

#### Risques naturels
Pour anticiper une remontée des risques de feux de forêt et de végétation vers le nord de la France en lien avec le dérèglement climatique, les services de l’État en région Centre-Val de Loire (DREAL, DRAAF, DDT) avec les SDIS ont réalisé en 2021 un atlas régional du risque de feux de forêt, permettant d’améliorer la connaissance sur les massifs les plus exposés. La commune, étant pour partie dans le massif de Fontevraud, est classée au niveau de risque 2, sur une échelle qui en comporte quatre (1 étant le niveau maximal).

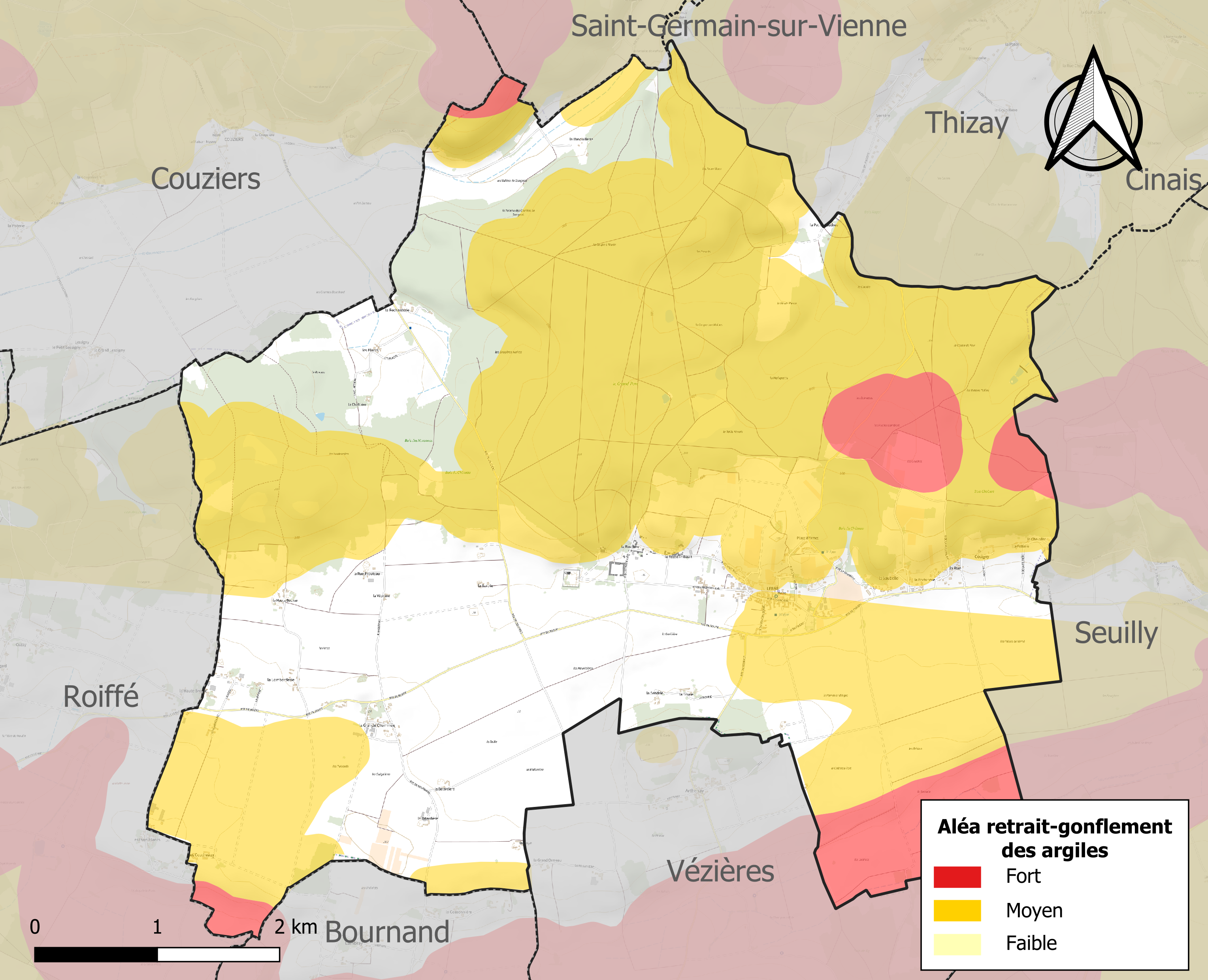
Carte des zones d'aléa retrait-gonflement des sols argileux de Lerné.

La commune est vulnérable au risque de mouvements de terrains constitué principalement du retrait-gonflement des sols argileux. Cet aléa est susceptible d'engendrer des dommages importants aux bâtiments en cas d’alternance de périodes de sécheresse et de pluie. 65,1 % de la superficie communale est en aléa moyen ou fort (90,2 % au niveau départemental et 48,5 % au niveau national). Sur les 235 bâtiments dénombrés sur la commune en 2019, 126 sont en aléa moyen ou fort, soit 54 %, à comparer aux 91 % au niveau départemental et 54 % au niveau national. Une cartographie de l'exposition du territoire national au retrait gonflement des sols argileux est disponible sur le site du BRGM,.
Concernant les mouvements de terrains, la commune a été reconnue en état de catastrophe naturelle au titre des dommages causés par des mouvements de terrain en 1999.

#### Risques technologiques
En cas d’accident grave, certaines installations nucléaires sont susceptibles de rejeter dans l’atmosphère de l’iode radioactif. La commune étant située dans le périmètre immédiat de 5 km autour de la centrale nucléaire de Chinon, elle est exposée au risque nucléaire. À ce titre les habitants de la commune ont bénéficié, à titre préventif, d'une distribution de comprimés d’iode stable dont l’ingestion avant rejet radioactif permet de pallier les effets sur la thyroïde d’une exposition à de l’iode radioactif. En cas d'incident ou d'accident nucléaire, des consignes de confinement ou d'évacuation peuvent être données et les habitants peuvent être amenés à ingérer, sur ordre du préfet, les comprimés en leur possession.

## Histoire
Le 21 juin 1940, à 2h du matin, le colonel Michon, l'escadron Marzolf, le détachement Montclos, sont cernés à Lerné et faits prisonniers. Quelques jours plus tard, tous ces prisonniers sont libérés par l'ennemi et peuvent gagner la zone non occupée.

## Politique et administration
| Période   | Période   | Identité               | Étiquette | Qualité                    |
| --------- | --------- | ---------------------- | --------- | -------------------------- |
| mars 2001 | mars 2008 | Ernest Laux            |           |                            |
| mars 2008 | mars 2014 | Patricia Kiener Gander |           |                            |
| mars 2014 | En cours  | Maurice Lesourd        | SE        | Retraité Fonction publique |

## Démographie
L'évolution du nombre d'habitants est connue à travers les recensements de la population effectués dans la commune depuis 1793. Pour les communes de moins de 10 000 habitants, une enquête de recensement portant sur toute la population est réalisée tous les cinq ans, les populations de référence des années intermédiaires étant quant à elles estimées par interpolation ou extrapolation. Pour la commune, le premier recensement exhaustif entrant dans le cadre du nouveau dispositif a été réalisé en 2005.

En 2022, la commune comptait 347 habitants, en évolution de +16,44 % par rapport à 2016 (Indre-et-Loire : +1,67 %, France hors Mayotte : +2,11 %).
| 1793 | 1800 | 1806 | 1821 | 1831 | 1836 | 1841 | 1846 | 1851 |
| ---- | ---- | ---- | ---- | ---- | ---- | ---- | ---- | ---- |
| 757  | 787  | 834  | 765  | 742  | 734  | 763  | 752  | 712  |

| 1856 | 1861 | 1866 | 1872 | 1876 | 1881 | 1886 | 1891 | 1896 |
| ---- | ---- | ---- | ---- | ---- | ---- | ---- | ---- | ---- |
| 719  | 686  | 644  | 628  | 593  | 574  | 562  | 549  | 560  |

| 1901 | 1906 | 1911 | 1921 | 1926 | 1931 | 1936 | 1946 | 1954 |
| ---- | ---- | ---- | ---- | ---- | ---- | ---- | ---- | ---- |
| 567  | 597  | 585  | 549  | 531  | 509  | 497  | 454  | 455  |

| 1962 | 1968 | 1975 | 1982 | 1990 | 1999 | 2005 | 2006 | 2010 |
| ---- | ---- | ---- | ---- | ---- | ---- | ---- | ---- | ---- |
| 444  | 429  | 370  | 338  | 330  | 312  | 330  | 336  | 319  |

| 2015 | 2020 | 2022 | - | - | - | - | - | - |
| ---- | ---- | ---- | - | - | - | - | - | - |
| 298  | 340  | 347  | - | - | - | - | - | - |

## Culture locale et patrimoine

### Lieux et monuments
- Le château de Maulévrier : parmi les 6 fiefs existants au Moyen Âge à Lerné, Maulévrier compte parmi les plus anciens. Dans sa construction primitive, il s'agissait  certainement d'un "hébergement", construction mi-bois, mi-pierres, édifiée au moment de l'arrivée des premiers peuplements à l'origine de cette paroisse, vers le Xe siècle. Placé sur une motte dominant le village, le château est construit au centre d'un ovale et protégé une double enceinte: des murs en partie détruits et des fossés comblés depuis fort longtemps. Percé d'un porche à arc brisé daté du XIVe siècle, avec galerie et tourelles au-dessus, le mur d'enceinte était renforcée au nord par une tour carrée, le Petit Maulévrier, dont il subsiste quelques vestiges, Les basses-cours occupaient l'espace entre le mur d'enceinte et les fossés secs entourant le château et délimitant sur la façade ouest une cour d'honneur rectangulaire pavée. La partie du château, à droite de la tour d'escalier, correspond à la construction la plus ancienne, à vocation défensive, avec une entrée en saillie desservie par un pont-levis (aucun vestige n'en subsiste) en parfait alignement avec le porche. L'observation des plus profonds murs de fondation de cette partie du château montre qu'ils sont appuyés sur le rocher grossièrement taillé et laisse apparaître des signes de reprise et un appareillage moins fin (moellons et taille grossière). Ceci contraste avec le reste de la construction de cette partie du bâtiment, datée du XIe / XIIe siècle et maçonnée en pierre de taille. Si la date exacte de ces premières constructions n'est pas connue, une charte de 1269 permet de savoir que des constructions primitives existaient antérieurement. Le propriétaire des lieux était en cette année-là un écuyer, originaire du Poitou, Messire Aimery Sanglier. Par cet acte, il reçoit des terres en récompense de services rendus et "en agrandissement de sa terre de Maulévrier". On ne sait rien d'autre sur la famille Sanglier qui occupe le château jusqu'en 1440, date à laquelle il devint la propriété de la famille De Ballan[26].

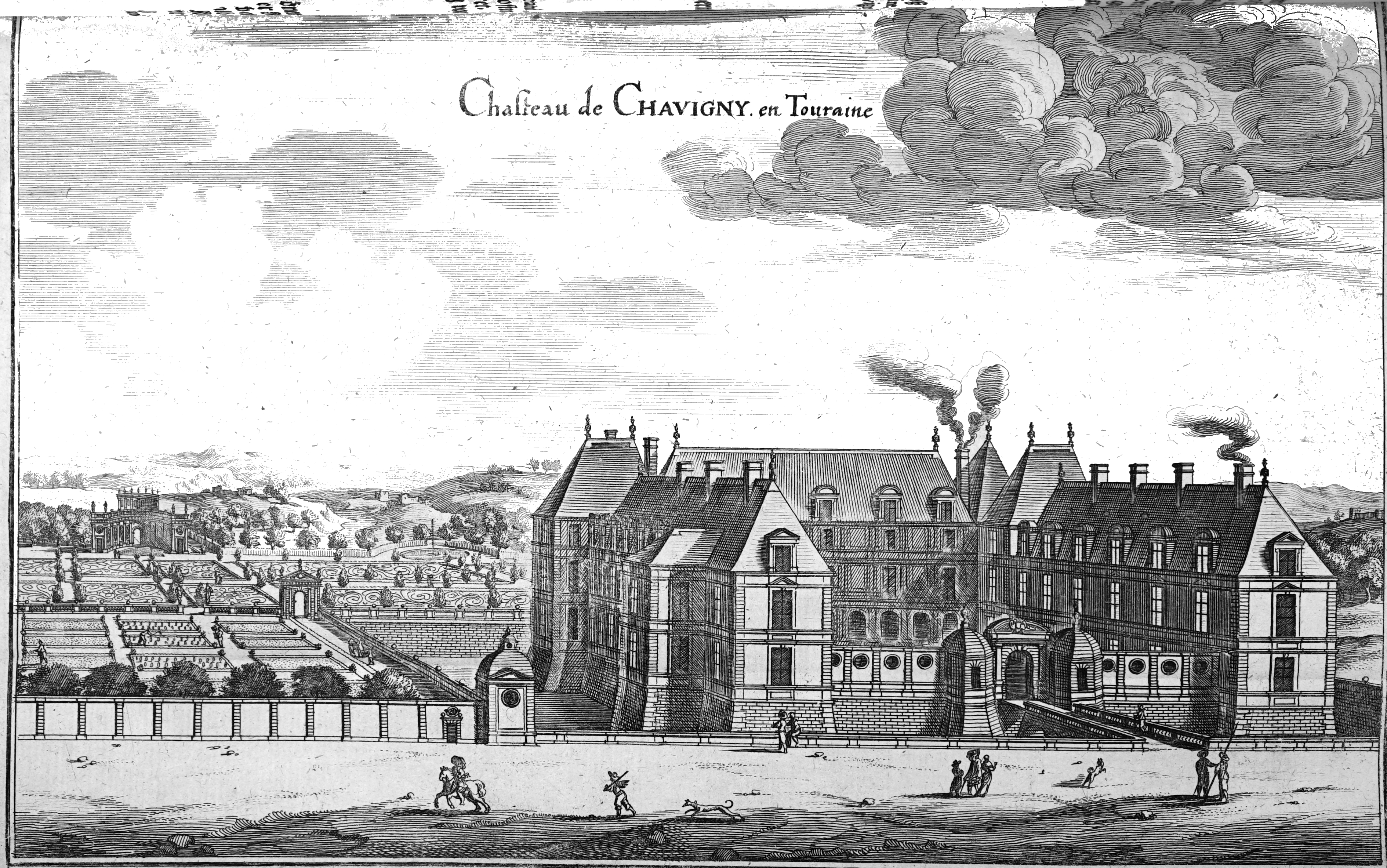
Le château sur une gravure du milieu du XVIIe siècle.

- Le château de Chavigny fut construit, de 1638 à 1646, par l'architecte Pierre Le Muet pour Claude Bouthillier, comte de Chavigny, futur surintendant des Finances. Seuls, quelques vestiges subsistent.
- Les vestiges du château de Lerné et du Château de Cessigny,
- De nombreuses maisons nobles ou fermes fortifiées parmi lesquelles La Bourrie,
- L'église Saint-Martin de Lerné.

### Personnalités liées à la commune
- Les fouaciers cités dans Gargantua de Rabelais, dans l'épisode de la guerre picrocholine.